# François Faurie
Pour les articles homonymes, voir Faurie.
François Faurie, né François-Marie-Antonin Faurie le 9 mars 1785 à Bayonne (Pyrénées-Atlantiques) et décédé le 14 mars 1869 à Tarnos (Landes), est un négociant et homme politique français.

## Biographie
François Faurie était le fils de Paul Faurie, maire de Bayonne, et Jeanne Cabarrus, fille de Dominique Cabarrus et sœur du fameux financier François Cabarrus. Il était négociant à Bayonne.
François Faurie fut élu député, à Bayonne, le 18 septembre 1834, par le deuxième collège des Basses-Pyrénées par 93 voix sur 180 votants et 238 inscrits, contre 36 voix à Michel Charles Chégaray. Il siégea sur les bancs de l'opposition et vota avec elle. Il fut député jusqu'en 1837 et ne fit partie d'aucune autre législature.